# Graafloopkevers
De graafloopkevers (Dyschirius) vormen een geslacht van kevers uit de familie van de loopkevers (Carabidae). De wetenschappelijke naam van het geslacht werd in 1810 voorgesteld door Franco Andrea Bonelli.

## Ondergeslachten en soorten
- Ondergeslacht Antidyschirius
  - Dyschirius laevifasciatus G. Horn, 1878
  - Dyschirius matisi Lafer, 1989
- Ondergeslacht Chiridysus
  - Dyschirius euxinus Znojko, 1927
  - Dyschirius extensus Putzeys, 1846
  - Dyschirius rufimanus A. Fleischer, 1898
  - Dyschirius strumosus Erichson, 1837
- Ondergeslacht Dyschiriodes
  - Dyschirius abbreviatus Putzeys, 1846
  - Dyschirius aeneolus Leconte, 1850
  - Dyschirius aeneus (Dejean, 1825) – Oevergravertje
  - Dyschirius afghanus Jedlicka, 1967
  - Dyschirius agnatus Motschulsky, 1844
  - Dyschirius aida Schatzmayr, 1936
  - Dyschirius alajensis Znojko, 1930
  - Dyschirius alticola Lindroth, 1961
  - Dyschirius ambiguus Fedorenko, 1994
  - Dyschirius angusticollis Putzeys, 1866
  - Dyschirius apicalis Putzeys, 1846
  - Dyschirius aratus Leconte, 1852
  - Dyschirius arcanus Bruneau De Mire, 1952
  - Dyschirius arcifer Znojko, 1928
  - Dyschirius asper Andrewes, 1929
  - Dyschirius assegaaicus (Fedorenko, 2000)
  - Dyschirius auriculatus Wollaston, 1867
  - Dyschirius bacillus Schaum, 1857
  - Dyschirius benedikti Bulirsch, 1995
  - Dyschirius bengalensis Andrewes, 1929
  - Dyschirius breviphthalmus Balkenohl & Lompe, 2003
  - Dyschirius campicola Lindroth, 1961
  - Dyschirius cariniceps Baudi di Selva, 1864
  - Dyschirius carri Bousquet, 1996
  - Dyschirius cerberus Larson, 1968
  - Dyschirius chalceus Erichson, 1837 – Groot zoutgravertje
  - Dyschirius chalybeus Putzeys, 1846
  - Dyschirius cheloscelis Bates, 1873
  - Dyschirius chiricahuae Dajoz, 2004
  - Dyschirius clorinda Bulirsch, 2009
  - Dyschirius clypeatus Putzeys, 1866
  - Dyschirius compactus Lindroth, 1961
  - Dyschirius consobrinus Leconte, 1852
  - Dyschirius crinifer Balkenohl, 1993
  - Dyschirius curvispinus Putzeys, 1846
  - Dyschirius cylindricus (Dejean, 1825)
  - Dyschirius darlingtoni Kult, 1950
  - Dyschirius dejeanii Putzeys, 1846
  - Dyschirius eduardinus Burgeon, 1935
  - Dyschirius erwini Bulirsch, 2009
  - Dyschirius erythrocerus Leconte, 1857
  - Dyschirius euphraticus Putzeys, 1846
  - Dyschirius exaratus Putzeys, 1866
  - Dyschirius exochus Whitehead, 1970
  - Dyschirius facchinii Bulirsch, 2009
  - Dyschirius fassatii Kult, 1949
  - Dyschirius fianarensis Bulirsch, 2006
  - Dyschirius filiformis Leconte, 1857
  - Dyschirius fleischeri Sainte-Claire Deville, 1904
  - Dyschirius freyi Jedlicka, 1958
  - Dyschirius genieri Bulirsch, 2009
  - Dyschirius gibbipennis Leconte, 1857
  - Dyschirius girardi Kult, 1949
  - Dyschirius globulosus (Say, 1823)
  - Dyschirius hajeki Bulirsch, 2009
  - Dyschirius hassei Kult, 1954
  - Dyschirius heydeni A. Fleischer, 1899
  - Dyschirius hipponensis Pic, 1894
  - Dyschirius impunctipennis Dawson, 1854 – Strandgravertje
  - Dyschirius integer Leconte, 1852
  - Dyschirius intermedius Putzeys, 1846 – Leemgravertje
  - Dyschirius intricatus (Fedorenko, 2000)
  - Dyschirius jedlickai Kult, 1940
  - Dyschirius jelineki Bulirsch, 2009
  - Dyschirius jindrai Fedorenko, 2004
  - Dyschirius jordanicus Fedorenko, 1996
  - Dyschirius kadleci Bulirsch, 2009
  - Dyschirius katanganus Burgeon, 1935
  - Dyschirius laeviusculus Putzeys, 1846 – Tweepuntgravertje
  - Dyschirius lambertoni Vuillet, 1910
  - Dyschirius larochellei Bousquet, 1988
  - Dyschirius lgockii A. Fleischer, 1912
  - Dyschirius limpopo (Fedorenko, 2000)
  - Dyschirius longicollis Motschulsky, 1844
  - Dyschirius longipennis Putzeys, 1866
  - Dyschirius longulus Leconte, 1850
  - Dyschirius luticola Chaudoir, 1850
  - Dyschirius macroderus Chaudoir, 1850
  - Dyschirius mahratta Andrewes, 1929
  - Dyschirius marani Kult, 1949
  - Dyschirius melancholicus Putzeys, 1866
  - Dyschirius mesopotamicus J. Muller, 1922
  - Dyschirius microthorax Motschulsky, 1844
  - Dyschirius minutus (Dejean, 1825)
  - Dyschirius montanus Leconte, 1879
  - Dyschirius morio Putzeys, 1866
  - Dyschirius mortchaensis Bruneau De Mire, 1952
  - Dyschirius neresheimeri Wagner, 1915 – Riviergravertje
  - Dyschirius nigricornis Motschulsky, 1844
  - Dyschirius nitidus (Dejean, 1825) – Zwart gravertje
  - Dyschirius owen Dajoz, 2004
  - Dyschirius pacificus Lindroth, 1961
  - Dyschirius pallipennis (Say, 1823)
  - Dyschirius parvulus Peringuey, 1896
  - Dyschirius paucipunctus Andrewes, 1929
  - Dyschirius pauxillus Wollaston, 1864
  - Dyschirius peringueyi Kult, 1954
  - Dyschirius persicus Fedorenko, 1994
  - Dyschirius perversus Fall, 1922
  - Dyschirius peyrierasi Basilewsky, 1976
  - Dyschirius pilosus Leconte, 1857
  - Dyschirius planatus Lindroth, 1961
  - Dyschirius politus (Dejean, 1825) – Glansgravertje
  - Dyschirius pumilus (Dejean, 1825)
  - Dyschirius punctatus (Dejean, 1825)
  - Dyschirius pusillus (Dejean, 1825)
  - Dyschirius reitteri Kult, 1949
  - Dyschirius ruthmuellerae Bulirsch, 2009
  - Dyschirius sabahensis Bulirsch, 2009
  - Dyschirius salinus Schaum, 1843 – Zoutgravertje
  - Dyschirius salivagans Leconte, 1875
  - Dyschirius saudiarabicus Balkenohl, 1994
  - Dyschirius scriptifrons A. Fleischer, 1898
  - Dyschirius sculptus Bousquet, 1988
  - Dyschirius sellatus Leconte, 1857
  - Dyschirius senegalensis Bruneau De Mire, 1952
  - Dyschirius setosus Leconte, 1857
  - Dyschirius sextoni Bousquet, 1987
  - Dyschirius soda Dajoz, 2004
  - Dyschirius sphaericollis (Say, 1823)
  - Dyschirius stellula Andrewes, 1936
  - Dyschirius stenoderus Putzeys, 1873
  - Dyschirius subarcticus Lindroth, 1961
  - Dyschirius subcylindricus Motschulsky, 1849
  - Dyschirius sublaevis Putzeys, 1846
  - Dyschirius szeli Bulirsch, 2006
  - Dyschirius tamil Andrewes, 1929
  - Dyschirius timidus Lindroth, 1961
  - Dyschirius tristis Stephens, 1827 – Langkielgravertje
  - Dyschirius truncatus Leconte, 1857
  - Dyschirius vadoni Jeannel, 1946
  - Dyschirius wayah Dajoz, 2005
  - Dyschirius weyrauchi Kult, 1950
  - Dyschirius yezoensis Bates, 1883
  - Dyschirius zambesiensis (Fedorenko, 2000)
  - Dyschirius zanzibaricus Chaudoir, 1878
- Ondergeslacht Dyschirius
  - Dyschirius amphibolus J. Muller, 1922
  - Dyschirius angustatus (Ahrens, 1830) – Smal gravertje
  - Dyschirius armatus Wollaston, 1864
  - Dyschirius baicalensis Motschulsky, 1844
  - Dyschirius beludscha Tschitscherine, 1904
  - Dyschirius digitatus (Dejean, 1825)
  - Dyschirius fossifrons Putzeys, 1866
  - Dyschirius fulgidus Motschulsky, 1850
  - Dyschirius humeratus Chaudoir, 1850
  - Dyschirius humiolcus Chaudoir, 1850
  - Dyschirius kirghizicus Fedorenko, 1994
  - Dyschirius latipennis Seidlitz, 1867
  - Dyschirius numidicus Putzeys, 1846
  - Dyschirius obscurus (Gyllenhal, 1827) – Duingravertje
  - Dyschirius sevanensis Iablokoff-Khnzorian, 1962
  - Dyschirius thoracicus (P. Rossi, 1790) – Zandgravertje
  - Dyschirius tricuspis Andrewes, 1929
  - Dyschirius zimini Znojko, 1928
- Ondergeslacht Eudyschirius
  - Dyschirius abditus (Fedorenko, 1993)
  - Dyschirius addisabeba (Bulirsch, 2006)
  - Dyschirius amazonicus Fedorenko, 1991
  - Dyschirius amurensis Fedorenko, 1991
  - Dyschirius angolensis (Fedorenko, 2000)
  - Dyschirius arnoldii Gryuntal, 1984
  - Dyschirius baehri (Bulirsch, 2006)
  - Dyschirius baenningeri (Fedorenko, 2004)
  - Dyschirius bechynei Kult, 1949
  - Dyschirius becvari (Bulirsch, 2006)
  - Dyschirius bonellii Putzeys, 1846
  - Dyschirius bousqueti (Bulirsch, 2006)
  - Dyschirius braziliensis Fedorenko, 1999
  - Dyschirius brevispinus Leconte, 1878
  - Dyschirius bruchi (Kult, 1950)
  - Dyschirius bryanti (Kult, 1950)
  - Dyschirius buglanensis Bulirsch, 1996
  - Dyschirius championi Andrewes, 1929
  - Dyschirius comatus Bousquet, 1988
  - Dyschirius constrictus Andrewes, 1929
  - Dyschirius contortus (Fedorenko, 1997)
  - Dyschirius criddlei Fall, 1925
  - Dyschirius darwini (Kult, 1950)
  - Dyschirius dimidiatus Chaudoir, 1846
  - Dyschirius disjunctus Andrewes, 1929
  - Dyschirius dostali (Bulirsch & Fedorenko, 2007)
  - Dyschirius ecuadorensis (Bulirsch, 2006)
  - Dyschirius edentulus Putzeys, 1846
  - Dyschirius fabbrii (Bulirsch & Magrini, 2006)
  - Dyschirius fedorenkoi (Bulirsch, 2006)
  - Dyschirius ferganensis Znojko, 1930
  - Dyschirius ferrugineus Bousquet, 1988
  - Dyschirius flavicornis Peringuey, 1896
  - Dyschirius franzi Kult, 1954
  - Dyschirius fulvipes (Dejean, 1825)
  - Dyschirius fulvus (Fedorenko, 2000)
  - Dyschirius gerardi Burgeon, 1935
  - Dyschirius globosus (Herbst, 1784) – Dwerggravertje
  - Dyschirius gracilis (Heer, 1837)
  - Dyschirius himalaicus (Fedorenko, 1997)
  - Dyschirius hiogoensis Bates, 1873
  - Dyschirius importunus Schaum, 1857
  - Dyschirius impressifrons Fedorenko, 1993
  - Dyschirius interior Fall, 1922
  - Dyschirius kirschenhoferi Bulirsch, 2012
  - Dyschirius mafuga (Bulirsch, 2006)
  - Dyschirius magrinii Bulirsch, 2012
  - Dyschirius malawicus (Bulirsch, 2006)
  - Dyschirius minarum Putzeys, 1866
  - Dyschirius moraveci (Bulirsch, 2006)
  - Dyschirius natalensis (Fedorenko, 1997)
  - Dyschirius neoteutonus Fedorenko, 1991
  - Dyschirius nianus Fedorenko, 1993
  - Dyschirius nitens Putzeys, 1878
  - Dyschirius ogloblini (Kult, 1950)
  - Dyschirius ordinatus Bates, 1873
  - Dyschirius orientalis Putzeys, 1866
  - Dyschirius pampicola (Putzeys, 1866)
  - Dyschirius patruelis Leconte, 1852
  - Dyschirius peruanus Fedorenko, 1991
  - Dyschirius roubali Maran, 1938
  - Dyschirius rufipes (Dejean, 1825)
  - Dyschirius semistriatus (Dejean, 1825) – Bronsgravertje
  - Dyschirius shaumii Putzeys, 1866
  - Dyschirius smyrnensis (Fedorenko, 1996)
  - Dyschirius sonamargensis Balkenohl, 1994
  - Dyschirius speculifer Andrewes, 1929
  - Dyschirius sphaerulifer Bates, 1873
  - Dyschirius syriacus Putzeys, 1866
  - Dyschirius tenuispinus Lindroth, 1961
  - Dyschirius thailandicus (Fedorenko, 1996)
  - Dyschirius tridentatus Leconte, 1852
  - Dyschirius unipunctatus Fall, 1901
  - Dyschirius ussuriensis (Fedorenko, 1991)
  - Dyschirius varidens Fall, 1910
  - Dyschirius vietnamicus (Fedorenko, 2000)
- Ondergeslacht Paradyschirius
  - Dyschirius affinis Fall, 1901
  - Dyschirius analis Leconte, 1852
  - Dyschirius bifrons Andrewes, 1929
  - Dyschirius devroeyianus Burgeon, 1935
  - Dyschirius dispar Peringuey, 1896
  - Dyschirius guatemalenus Bates, 1881
  - Dyschirius haemorrhoidalis (Dejean, 1831)
  - Dyschirius hingstoni Andrewes, 1929
  - Dyschirius kabakovi (Fedorenko, 1996)
  - Dyschirius kryzhanovskii Gryuntal, 1984
  - Dyschirius lacustris Andrewes, 1929
  - Dyschirius parallelus Motschulsky, 1844
  - Dyschirius pfefferi Kult, 1949
  - Dyschirius quadrimaculatus Lindroth, 1961
  - Dyschirius sjoestedti G. Muller, 1935
  - Dyschirius steno Bates, 1873
  - Dyschirius substriatus (Duftschmid, 1812)
  - Dyschirius tenuescens Andrewes, 1929
  - Dyschirius terminatus Leconte, 1848
  - Dyschirius verticalis Putzeys, 1878
- Niet in een ondergeslacht geplaatst
  - Dyschirius aenea Boheman, 1849
  - Dyschirius aeneo Boheman, 1849
  - Dyschirius apicius Gistel, 1857
  - Dyschirius binodosus Putzeys, 1878
  - Dyschirius changlingensis Li, 1992
  - Dyschirius crenulatus Putzeys, 1866
  - Dyschirius fusus Putzeys, 1878
  - Dyschirius hoberlandti Kult, 1954
  - Dyschirius kaliki Kult, 1949
  - Dyschirius luzonicus Kult, 1949
  - Dyschirius milloti Jeannel, 1949
  - Dyschirius opistholius Alluaud, 1936
  - Dyschirius paleki Kult, 1949
  - Dyschirius planiusculus Putzeys, 1866
  - Dyschirius recurvus Putzeys, 1866
  - Dyschirius rugifer Putzeys, 1878
  - Dyschirius similatus Betta, 1847
  - Dyschirius tardipes Gistel, 1857
  - Dyschirius vanhillei Basilewsky, 1962